# Summanus
Summanus ist in der römischen Mythologie ein Blitzgott und die nächtliche Entsprechung des Iuppiter Fulgur, der sich in den am Tag einschlagenden Blitzen kundgibt.

## Name und Herkunft
Aus der Antike sind zwei Herleitungen des Namens Summanus überliefert, nämlich einmal als eine Kontraktion aus sub „unter/vor“ und mane „Morgen“, und dann aus summus und manes („Höchster der Manen“). Beide Herleitungen wurden bereits von Stefan Weinstock in seinem Artikel in Paulys Realencyclopädie abgelehnt.
Summanus wurde von mehreren antiken Autoren nicht als ursprünglich römischer Gott betrachtet. Über seine genaue Herkunft gab es verschiedene Theorien: Plinius der Ältere führte Summanus auf die Etrusker, Varro hingegen auf den sabinischen König Titus Tatius zurück. Dass sein Tempel auf dem Aventin neben dem anderer nicht-römischer Gottheiten wie Vortumnus errichtet wurde, wird von manchen als weiterer Hinweis auf die nicht-römische Herkunft interpretiert.
Bereits zu Beginn der Kaiserzeit galt Summanus als vergessen. So wird er in Ovids Fasti mit dem Nebensatz „wer auch immer er sein mag“ erwähnt. Über die Gründe des Vergessens, obwohl er zeitweilig große Beliebtheit genoss, hält Marcus Terentius Varro folgendes fest:

“Romani veteres ... Summanum, cui nocturna fulmina tribuebant, coluerunt magis quam Iovem, ad quem diurna fulmina pertinerent. Sed post quam Iovi templum insigne ac sublime constructum est, propter aedis dignitatem sic ad eum multitudo confluxit, ut vix inveniatur qui Summani nomen, quod audire iam non potest, se saltem legisse meminerit.”

„Die alten Römer hatten ja ... einen gewissen Summanus, dem sie die Blitze bei Nacht zuteilten, mehr als Jupiter verehrt, den die Blitze bei Tag angehen sollten. Nachdem man aber dem Jupiter einen herrlichen und hochragenden Tempel erbaut hatte, strömte das Volk so ausschließlich zu ihm wegen der Pracht des Gebäudes, daß man kaum noch jemand antrifft, der den Namen Summanus, den man nicht mehr zu hören bekommt, auch nur gelesen zu haben sich erinnerte.“

Die Verbindung zu Iuppiter scheint so eng geworden zu sein, dass gelegentlich von Summanus als Beiname des Iuppiter gesprochen wird. Eine solche Verbindung ist immerhin durch zwei Inschriften bezeugt. In der Spätantike wurde er von Martianus Capella mit Pluto identifiziert. Diese Identifizierung übernahmen auch spätere Autoren der Renaissance.

## Tempel und Verehrung
Auf dem Dach oder im Giebelfeld des Tempels des Iuppiter Optimus Maximus auf dem römischen Kapitol befand sich ein Bild des Summanus. Dieses Bild wurde 278 v. Chr. von einem Blitz getroffen und stürzte herab. Der Kopf blieb aber verschwunden. Die daraufhin befragten Haruspices verkündeten, der Kopf sei in den Tiber gefallen, wo er dann auch gefunden wurde.
Zur Sühnung des Ereignisses wurde ein Summanustempel am Circus Maximus erbaut. Stiftungstag war der 20. Juni. Dieser Tempel wurde jedoch 197 v. Chr. vom Blitz getroffen.
Wenn auf öffentlichem Boden zur Nachtzeit ein Blitz einschlug, wurde ein Sühneopfer vollzogen und ein Blitzgrab, ein sogenanntes Puteal, errichtet. Die Mauer des Puteals entsprach der Umfriedung eines sakralen Bezirks, der nicht betreten werden durfte.
Die Inschriften der Blitzgräber lauteten entsprechend fulgur Summanum conditum (etwa: „hier hat Summanus eingeschlagen“) im Gegensatz zur Widmung an Iuppiter (fulgur Dium conditum).
In den Akten der Arvalbrüder wird berichtet, dass die Priester, als ein Blitz nachts in den Hain ihrer Göttin, der Dea Dia, einschlug, dem Summanus zwei schwarze Hammel opferten. Die schwarzen Hammel entsprechen den weißen Schafen, die sonst dem Iuppiter geopfert wurden.